# Серетсювя
Се́ретсювя (эст. Seretsüvä), ранее также Жеребцово, Жеребцова, Серептсево (эст. Sereptsevo), Серебтсова (эст. Serebtsova), Серетсува (эст. Seretsuva) и Се́ретсова (эст. Seretsova) — деревня в волости Сетомаа уезда Вырумаа, Эстония. Исторически относится к нулку Юле-Пелска.
До административной реформы местных самоуправлений Эстонии 2017 года входила в состав волости Меремяэ (упразднена).

## География и описание
Расположена в 26 километрах к востоку от уездного центра — города Выру — и в 19 километрах к юго-западу от волостного центра — посёлка Вярска. Высота над уровнем моря — 104 метра.
Климат морского к континентальному. Официальный язык — эстонский. Почтовый индекс — 65382.

## Население
По данным переписи населения 2021 года, в Серетсювя жителей не было.
По данным переписи населения 2011 года, в деревне проживали 3 человека, все — эстонцы (сету в перечне национальностей выделены не были).
Численность населения деревни Серетсювя по данным переписей населения СССР и Департамента статистики Эстонии:
| Год  | 1959 | 1970 | 2000 | 2011 | 2017 | 2018 | 2019 | 2020 | 2021 |
| ---- | ---- | ---- | ---- | ---- | ---- | ---- | ---- | ---- | ---- |
| Чел. | 43   | ↘ 36 | ↘ 3  | → 3  | ↗ 4  | → 4  | ↘ 0  | → 0  | → 0  |

## История

Женщины деревни Серетсова играют в игру «Богатые и бедные», 1912 год

В письменных источниках 1585–1587 годов упоминается пустошь Жеребцово, 1652 года — Жеребцово, прим. 1866 года — Жеребцова, 1875 года — Seretsova, 1904 года — Seretsova, Tseretsova, Жеребцо́во, 1922 года — Sereptsevo, 1923 года — Serebtsova, 1937 года — Seretsuva.
В XVIII веке деревня относилась к Тайловскому приходу (эст. Taeluva kihelkond).
На военно-топографических картах Российской империи (1846–1867 годы), в состав которой входила Лифляндская губерния, деревня обозначена как Жеребцова.
Южная часть деревни Серетсювя до 1920-х годов была самостоятельной деревней под названием Сурявина.
В 1977–1997 годах Серетсювя была частью деревни Половина.

## Происхождение топонима
Название деревни может происходить от русского слова «жеребец». В России, в частности, в Псковской области есть несколько деревень Жеребцово.

## Комментарии
1. ↑  Эстонские топонимы, оканчивающиеся на -а, не склоняются и не имеют женского рода (исключение — Нарва)[8].